# Линч, Эванна
Эванна Патрисия Линч (англ. Evanna Patricia Lynch, ирл. Evanna Pádraigín Ní Loingsigh; род. 16 августа 1991, Термонфекин, Ирландия) — ирландская актриса, известная ролью Полумны Лавгуд из серии фильмов о Гарри Поттере.

## Биография

### Ранняя жизнь
Эванна Патрисия Линч родилась в Термонфекине (графство Лаут, Ирландия) в семье Донала и Маргарет Линч. У неё есть старшие сёстры Майрид и Эмили и брат Патрик.
Уже ребёнком Эванна читала книги о Гарри Поттере и стала его фанаткой. С 11 лет в течение двух лет Линч страдала анорексией, и Дж. Роулинг прислала ей письмо, чтобы поддержать её.
До июня 2004 года Эванна училась в начальной школе «Катаун-Нашионал», а затем переехала в католическую школу для девочек «Аур-Лэдиз-Коллэдж», где её отец был заместителем директора. В 2008 году Линч изучала спекулятивную фантастику и драму в Ирландском Центре для Одарённой Молодёжи. С сентября 2010 года Линч учится в Институте Образования, расположенном в Ирландии.

### Карьера
2 февраля 2006 года четырнадцатилетняя Линч участвовала в кастинге на роль Полумны Лавгуд для фильма «Гарри Поттер и Орден Феникса», который проходил в Лондоне. Она давно мечтала сниматься в Гарри Поттере, один раз написала письмо Дж. К. Роулинг, что ей, обычной девочке, никогда не сниматься в Гарри Поттере, но она прошла собеседование, обойдя 15 000 претенденток на эту роль. Эванна начала сниматься в «Ордене Феникса» в конце февраля на студии Leavesden Studios в Англии.
Продюсерам картины показалось, что профессиональные актрисы слишком известны и не подойдут для роли эксцентричной Полумны Лавгуд, поэтому было устроено открытое собеседование. Как отметил продюсер Дэвид Хейман в документальном фильме «Гарри Поттер и Орден Феникса: За Гранью Магии», «У нас было три девочки, которые, как мы думали, были хороши, они собирались играть Полумну, но они не собирались быть Полумной».
Во время ранних стадий создания пятого фильма, у Линч появился шанс встретиться с автором книг о Гарри Поттере, Дж. К. Роулинг. После долгого обсуждения того, как Линч показывает Полумну, Роулинг смогла сказать только одно: «идеально». Однако, так как волосы Линч от природы были тёмного цвета, решено было превратить её в блондинку для роли Полумны. На съёмках у Линч появились новые подруги в лице Бонни Райт (которая играет Джинни Уизли), Кэти Льюнг (Чжоу Чанг) и Афшан Азад (Падма Патил).
С того дня, как фильм вышел в прокат, она получила много позитивных рецензий, будучи названной одним из «безусловных победителей» фильма.

### Другие работы
Линч участвовала в разработке модных аксессуаров для фильмов о Гарри Поттере и позировала для фотографов Катрин Томас и Киаран Суини. Она также записала сокращённую аудиоверсию короткого рассказа Клэр Киган «Фостер».
Эванна Линч также является членом Совета Консультантов в некоммерческой организации «The Harry Potter Alliance».

### Личная жизнь
Линч живёт в Лондоне. В течение пяти лет жила в Лос-Анджелесе. С 2013 по 2017 год Линч встречалась с коллегой по съёмкам в «Гарри Поттере» Робби Джарвисом. В интервью 2014 года Линч упомянула о своём католическом воспитании. «Я перестала ходить на мессу несколько лет назад, в основном потому, что я не согласна с правилами», — рассказала она. «Мне не нравится ничего, что связано с наказанием себя и заставляет чувствовать себя плохо, а в детстве мне было неприятно потакать себе или делать что-то ради удовольствия».
В октябре 2021 года английское издательство Headline выпустило книгу Линч «The Opposite of Butterfly Hunting: The Tragedy and Glory of Growing Up - A Memoir». В ней подробно описывается «её выздоровление от анорексии и то, как внутри неё до сих пор бушует конфликт между комфортом саморазрушения и свободой творчества».

## Фильмография

### Фильмы
| Год  | Название                            | Роль           |
| ---- | ----------------------------------- | -------------- |
| 2007 | Гарри Поттер и Орден Феникса        | Полумна Лавгуд |
| 2009 | Гарри Поттер и Принц-полукровка     | Полумна Лавгуд |
| 2010 | Гарри Поттер и Дары Смерти. Часть 1 | Полумна Лавгуд |
| 2011 | Гарри Поттер и Дары Смерти. Часть 2 | Полумна Лавгуд |
| 2013 | Когда лучший друг — гей             | Маккензи Прайс |
| 2014 | Динамит: Поучительная история       | Тeреза         |
| 2015 | Меня зовут Эмили                    | Эмили          |
| 2019 | Джей в Голливуде                    | Эбби Фокс      |
|      | Джеймс и Лусия                      | Люсия Джойс    |

### Телевидение
| Год  | Название                         | Роль             | Примечание                    |
| ---- | -------------------------------- | ---------------- | ----------------------------- |
| 2012 | Синдбад                          | Элена            | Эпизод 12: «Land of the Dead» |
| 2013 | Apex                             | Регана           | Эпизод 1: «Pilot»             |
| 2013 | Самый поттеровский старший класс | Луна             | Телефильм                     |
| 2015 | Дэнни и людской зоопарк          | Бриджит Риордан  | Телефильм                     |
| 2018 | Танцы со звёздами                | Камео            | 27 сезон (9 эпизодов)         |
| 2021 | Безмолвный свидетель             | Пэйсли Робертсон | 2 эпизода                     |

### Короткометражные
| Год  | Название                     | Роль        |
| ---- | ---------------------------- | ----------- |
| 2013 | It Don’t Come Easy           | Элла        |
| 2019 | Lucia Joyce: Full Capacity   | Лючия Джойс |
| 2019 | Behind the McChicken Wrapper | Нарратор    |
| 2020 | You Eat Other Animals?       | Чакрита     |

### Клипы
| Год  | Название | Роль    | Исполнитель |
| ---- | -------- | ------- | ----------- |
| 2017 | DISARM   | Девушка | Брай        |

### Игры
| Год  | Игра                                 | Роль           |
| ---- | ------------------------------------ | -------------- |
| 2007 | Гарри Поттер и Орден Феникса         | Полумна Лавгуд |
| 2009 | Гарри Поттер и Принц-полукровка      | Полумна Лавгуд |
| 2010 | Гарри Поттер и Дары Смерти: Часть I  | Полумна Лавгуд |
| 2011 | Гарри Поттер и Дары Смерти: Часть IІ | Полумна Лавгуд |
| 2016 | LEGO Измерения                       | Полумна Лавгуд |